# Últim avantpassat comú dels éssers humans i els ximpanzés
L'últim avantpassat comú dels éssers humans i els ximpanzés (conegut per les sigles en anglès CHLCA, per Chimpanzee–human last common ancestor) és el darrer ancestre compartit pels gèneres Homo (humà) i Pan (ximpanzé i bonobo) existents d'Hominini. Per la complexa especiació híbrida, no es pot fer una estimació precisa de l'edat d'aquesta població ancestral. Si bé la «divergència original» entre les poblacions pot haver succeït fa 13 milions d'anys (miocé), la hibridació pot haver continuat fins a fa sols 4 milions d'anys (pliocé).
En estudis genètics humans, el CHLCA és útil com a punt d'ancoratge per a calcular les taxes de polimorfisme de nucleòtid únic (SNP en sigles en anglés) en poblacions humanes en què els ximpanzés s'usen com un grup exterior, això és, com l'espècie existent genèticament més semblant a l'Homo sapiens.

## Taxonomia
|  | \| \| \| \| \| \| |
|  |                   |
|  |                   |
|  |                   |

|  |  |
|  |  |

|  | \| \| \| \| \| \| |
|  |                   |
|  |                   |
|  |                   |

|  |  |
|  |  |

| (ximpanzés) |
|             |

| Hominina (Humans) |
|                   |

| (ximpanzés) |
|             |

| Hominina (Humans) |
|                   |

|  | \| \| \| \| \| \| |
|  |                   |
|  |                   |
|  |                   |

|  |  |
|  |  |

| (ximpanzés) |
|             |

| Hominina (Humans) |
|                   |

| (ximpanzés) |
|             |

| Hominina (Humans) |
|                   |

|  | \| \| \| \| \| \| |
|  |                   |
|  |                   |
|  |                   |

|  |  |
|  |  |

|  | \| \| \| \| \| \| |
|  |                   |
|  |                   |
|  |                   |

|  |  |
|  |  |

| (ximpanzés) |
|             |

| Hominina (Humans) |
|                   |

| (ximpanzés) |
|             |

| Hominina (Humans) |
|                   |

|  | \| \| \| \| \| \| |
|  |                   |
|  |                   |
|  |                   |

|  |  |
|  |  |

| (ximpanzés) |
|             |

| Hominina (Humans) |
|                   |

| (ximpanzés) |
|             |

| Hominina (Humans) |
|                   |

|  | \| \| \| \| \| \| |
|  |                   |
|  |                   |
|  |                   |

|  |  |
|  |  |

|  | \| \| \| \| \| \| |
|  |                   |
|  |                   |
|  |                   |

|  |  |
|  |  |

| (ximpanzés) |
|             |

| Hominina (Humans) |
|                   |

| (ximpanzés) |
|             |

| Hominina (Humans) |
|                   |

|  | \| \| \| \| \| \| |
|  |                   |
|  |                   |
|  |                   |

|  |  |
|  |  |

| (ximpanzés) |
|             |

| Hominina (Humans) |
|                   |

| (ximpanzés) |
|             |

| Hominina (Humans) |
|                   |

|  | \| \| \| \| \| \| |
|  |                   |
|  |                   |
|  |                   |

|  |  |
|  |  |

|  | \| \| \| \| \| \| |
|  |                   |
|  |                   |
|  |                   |

|  |  |
|  |  |

| (ximpanzés) |
|             |

| Hominina (Humans) |
|                   |

| (ximpanzés) |
|             |

| Hominina (Humans) |
|                   |

|  | \| \| \| \| \| \| |
|  |                   |
|  |                   |
|  |                   |

|  |  |
|  |  |

| (ximpanzés) |
|             |

| Hominina (Humans) |
|                   |

| (ximpanzés) |
|             |

| Hominina (Humans) |
|                   |

La tribu tàxon Hominini es proposà perquè, pel que fa a l'especiació en tres espècies d'una, les espècies menys semblants haurien de separar-se de les altres dues. Originàriament, això produí un gènere separat Homo, que, com era esperable, es considerà «més diferent» dels altres dos gèneres, Pan i Gorilla. Alguns descobriments i anàlisis posteriors, però, revelaren que Pan i Homo estan genèticament més a prop que Pan i Gorilla; així, Pan fou referit a la tribu Hominini amb Homo. Gorilla ara es convertí en el gènere separat i va ser referit al nou tàxon tribu Gorillini.
Mann i Weiss (1996) proposaren que la tribu Hominini hauria d'abastar tant Pan com Homo, però agrupats en subtribus separades. Classificarien Homo i tots els simis bípedes en la subtribu Hominina i Pan en la subtribu Panina. Wood (2010) analitza els distints punts de vista d'aquesta taxonomia.
Richard Wrangham (2001) argumenta que l'espècie CHLCA era molt semblant al ximpanzé comú (Pa troglodytes), tant que hauria de classificar-se com un membre del gènere Pan i rebre el nom taxonòmic superior Pan. La versió en línia ofereix una vista parcial del llibre.
Els descendents de la banda humana de CHLCA s'especifiquen com a membres de la tribu Hominina, això és, per la inclusió del gènere Homo i el gènere estretament relacionat Australopitec, però amb l'exclusió del gènere Pan: tots els gèneres de la tribu Hominini relacionats amb els humans que sorgiren després de l'especiació de la línia amb Pan. Tal agrupació representa «el clade humà» i els seus membres es diuen homínids. Wood i Richmond (2000) proposaren un «clade de ximpanzés», referit a una tribu Panini, que fou concebuda per la família Hominidae i composta per una trifurcació de subfamílies.

## Evidència fòssil
No s'ha identificat cap fòssil de manera concloent com a CHLCA. Un possible candidat n'és Graecopithecus, que posaria la divisió CHLCA a Europa en comptes d'Àfrica.
Sahelanthropus tchadensis és un homo extint amb alguna morfologia proposada (i disputada) per ser com s'esperava que fos el CHLCA; i va viure fa uns 7 milions d'anys, a prop de l'època de la divergència humà-ximpanzé. Però no és clar si s'ha de classificar com un membre de la tribu Hominini, això és, un homínid, com un ancestre directe d'Homo i Pan i un candidat potencial per a l'espècie CHLCA, o simplement un titi del miocé amb una anatomia convergent i semblança amb hominins molt posteriors.
L'Ardipithecus probablement aparegué després de la divisió entre humans i ximpanzés, fa uns 5,5 milions d'anys, en un moment en què la hibridació encara podia estar en curs. Té característiques compartides amb els ximpanzés, però a causa del seu incomplet registre fòssil i la proximitat a la divisió humà-ximpanzé, la posició exacta de l'Ardipitec en el registre fòssil no és clara. Probablement deriva del llinatge dels ximpanzés i, per tant, no és directament ancestre dels humans. Sarment (2010), però, assenyala que Ardipithecus no comparteix cap tret exclusiu dels humans i algunes característiques (les del canell i la base del crani) suggereixen que podia divergir de la població comuna d'humans-simis africans abans de la divergència entre humans, ximpanzés i goril·les.
Els primers fòssils pertanyents clarament al llinatge humà, i no al dels ximpanzés, apareixen fa de 4,5 a 4 milions d'anys, amb Australopithecus anamensis.
S'han trobat pocs espècimens fòssils en la «banda dels ximpanzés» de la divisió. El primer ximpanzé fòssil, datat de 545 i 284 mil anys (radiomètrics), es descobrí a la vall del Rift d'Àfrica Oriental de Kenya (McBrearty, 2005). Els gèneres extints enumerats en el taxobox són ancestres d'Homo, o en són ramificacions. Tant Orrorin tugenensis com Sahelantrop existien en el moment de la divergència, per això un o tots dos poden ser ancestres de tots dos gèneres, Homo i Pan.
Per l'escassetat d'evidència fòssil per als candidats CHLCA, Mounier (2016) presentà un projecte per crear un «fòssil virtual» amb l'aplicació de morfometria digital i algorismes estadístics als fòssils de tota la història evolutiva d'Homo i Pan, ja que s'havia emprat prèviament aquesta tècnica per visualitzar un crani del darrer avantpassat comú de neandertal i Homo sapiens.

## Estimacions d'edat
El 1998, es proposà una estimació de l'edat del CHLCA de 10 a 13 milions d'anys, i White et al. (2009) assumeixen un rang de 7 a 10 milions d'anys:
"En efecte, ara no hi ha una raó a priori per suposar que els temps dividits entre humans i ximpanzés són especialment recents, i l'evidència fòssil ara és totalment compatible amb les dates de divergència entre ximpanzés i humans més antics [7 a 10 Ma] ... White i col. (2009).
 
Alguns investigadors tractaren de calcular l'edat del CHLCA usant estructures de biopolímers que difereixen lleument entre animals estretament relacionats. Entre aquests investigadors, Allan C. Wilson i Vincent Sarich foren pioners en el desenvolupament del rellotge molecular per a humans. Treballant en seqüències de proteïnes, eventualment (1971) determinaren que els simis estaven més prop dels humans del que alguns paleontòlegs percebien segons el registre fòssil. Més tard, Vincent Sarich conclogué que el CHLCA no tenia més de 8 milions d'anys, amb un rang favorit entre 4 i 6 milions d'anys abans de l'edat actual.
Aquesta era paradigmàtica s'ha mantingut amb l'antropologia molecular fins a finals del 1990. D'aleshores ençà, l'estimació s'ha impulsat novament cap a temps més remots, perquè els estudis han trobat evidència d'una desacceleració del rellotge molecular a mesura que els simis evolucionaven d'un ancestre comú amb morfologia de mico en micos, i els humans evolucionaven a partir d'un avantpassat simi comú en simis no humans.
Un estudi de 2016 analitzà les transicions en els llocs de CpG en seqüències del genoma, que mostren un capteniment més similar al rellotge que altres substitucions, i arriba a un càlcul del temps de divergència d'humans i ximpanzés de 12,1 milions d'anys.

## Especiació híbrida
Provoca confusió a l'hora de determinar l'edat exacta de la divisió Pan-Homo l'evidència d'un procés d'especiació complex en comptes d'una divisió neta entre els dos llinatges. Els distints cromosomes semblen haver-se escindit en moments diferents, potser durant un lapse de fins a 4 milions d'anys, i això indica un procés d'especiació llarg amb episodis d'hibridació a gran escala entre els dos llinatges emergents tan recentment com fa de 6,3 a 5,4 milions d'anys, d'acord amb Patterson et al. (2006).
L'especiació entre Pa i Homo ocorregué en els darrers 9 milions d'anys. Ardipithecus probablement es bifurca del llinatge Pan al messinià, miocé.{ Després de les divergències originàries, segons Patterson (2006), hi hagué períodes d'hibridació entre grups de població i un procés de divergència i hibridació alterna que durà uns milions d'anys. En algun moment durant el miocé tardà o el pliocé primerenc, els primers membres del clade humà consumaren una separació final del llinatge de Pan amb estimacions de dates que van de fa 13 a 4 milions d'anys. L'última data i l'argument per als esdeveniments d'hibridació són rebutjats per Wakeley (2008).
La suposició de la hibridació tardana es basa en la semblança del cromosoma X en humans i ximpanzés, i això suggereix una divergència tan tardana com fa uns 4 milions d'anys. Aquesta conclusió la rebutja per injustificada Wakeley (2008), que hi suggereix explicacions alternatives, inclosa la pressió de selecció sobre el cromosoma X en les poblacions ancestrals del CHLCA.[nota 3]
L'especiació complexa i la classificació parcial del llinatge de les seqüències genètiques també sembla haver succeït en la divisió entre el llinatge humà i el del goril·la, i això indica que l'especiació «desordenada» és norma més que excepció en els primats grans. Aquest escenari explicaria per què l'edat de divergència entre Homo i Pan ha variat amb el mètode triat i per què un punt únic fins ara ha estat difícil de rastrejar.